# Grand Prix de Wallonie 2012
La 53e édition du Grand Prix de Wallonie a eu lieu le 12 septembre 2012. Elle a été remportée par le Français Julien Simon.

## Organisation
Depuis 2003, le Grand Prix de Wallonie est organisé par TRW'Organisation, organisateur du Tour de la Région wallonne (devenu depuis le Tour de Wallonie). Ce changement de propriétaire est l'occasion d'une modification du parcours de la course et de sa date : elle a lieu en septembre depuis 2003, et non plus en mai,.

## Classement final
Julien Simon remporte la course en parcourant les 203,1 kilomètres en 4 h 45 min 51 s à la vitesse moyenne de 42,252 km/h.
| Classement final, | Classement final, | Classement final, | Classement final,    | Classement final,  |
|                   | Coureur           | Pays              | Équipe               | Temps              |
| ----------------- | ----------------- | ----------------- | -------------------- | ------------------ |
| 1er               | Julien Simon      | France            | Saur-Sojasun         | en 4 h 45 min 51 s |
| 2e                | Greg Van Avermaet | Belgique          | BMC Racing           | m.t                |
| 3e                | Björn Leukemans   | Belgique          | Vacansoleil-DCM      | + 1 s              |
| 4e                | Luca Paolini      | Italie            | Katusha              | + 3 s              |
| 5e                | Jan Bakelants     | Belgique          | Radioshack-Nissan    | + 5 s              |
| 6e                | Bert De Waele     | Belgique          | Landbouwkrediet      | + 7 s              |
| 7e                | Jasper Stuyven    | Belgique          | Bontrager Livestrong | + 10 s             |
| 8e                | Johnny Hoogerland | Pays-Bas          | Vacansoleil-DCM      | m.t                |
| 9e                | Nacer Bouhanni    | France            | FDJ-BigMat           | m.t                |
| 10e               | Marco Marcato     | Italie            | Vacansoleil-DCM      | m.t                |
| modifier          |                   |                   |                      |                    |